# Planetal (Naturschutzgebiet)
Das Naturschutzgebiet Planetal liegt auf dem Gebiet der Gemeinde Rabenstein/Fläming im Landkreis Potsdam-Mittelmark in Brandenburg.
Das Gebiet mit der Kenn-Nummer 1260 wurde mit Verordnung vom 19. Oktober 1967 unter Naturschutz gestellt. Das rund 109 ha große Naturschutzgebiet erstreckt sich westlich von Rädigke, einem Ortsteil der Gemeinde Rabenstein/Fläming, entlang der Plane, eines linken Nebenflusses der Havel. Durch den westlichen Teil des Gebietes und südlich davon verläuft die Landesstraße L 84, südöstlich verläuft die A 9. Südwestlich erstreckt sich das rund 39 ha große Naturschutzgebiet Rabenstein.